# Pachnobia griseola
Pachnobia griseola är en fjärilsart som beskrevs av Matsumura 1925. Pachnobia griseola ingår i släktet Pachnobia och familjen nattflyn. Inga underarter finns listade i Catalogue of Life.